# Corydalis sigmantha
Corydalis sigmantha là một loài thực vật có hoa trong họ Anh túc. Loài này được Z.Y.Su & C.Y.Wu mô tả khoa học đầu tiên năm 1997.